# Muzeul Ceasului „Nicolae Simache”
Muzeul Ceasului „Nicolae Simache” este un muzeu județean din Ploiești, România. Organizat din inițiativa profesorului N. I. Simache, ca secție a Muzeului de Istorie, el datează din 1963. A fost instalat mai întâi într-o sală din Palatul Culturii, până când, prin achiziții, a căpătat un patrimoniu atât de bogat încât a avut nevoie de un local propriu. I s-a pus atunci la dispoziție Casa Luca Elefterescu, care a fost adaptată noului scop; lucrările de amenajare s-au terminat în anul 1971 și muzeul s-a deschis în ianuarie 1972.
În prezent, muzeul are o colecție de aproape 1000 de piese (numai în parte expuse), printre care: cadran solar, pendul construit din lemn în 1634, ceas pus în mișcare printr-o cădere de apă (Londra, 1654), primul ceas de buzunar („oul de Nürnberg”), orologii de turn, o piesă din 1693 (realizare a ceasornicarului Ralf Gout), ceasul de mână construit în același an de Courvoisier (cu efigia lui Ludovic al XIV-lea), piese realizate de meșterii londonezi Georg Prior, Edward Prior, Th. Whit, George Clarke, Markwich, Markham, Jo Wightmann, Van Laure, de ceasornicari francezi (Benjamin Balber, George Charle, Meuron), austrieci (Philipp Ia-cob, Beyr) sau elvețieni (Pres Vaucher, A. Hess). Pot fi văzute ceasuri cu mecanisme muzicale care cântă Marseilleza, Deșteaptă-te, române!, valsurile lui Strauss. Sunt prezentate ceasuri care au aparținut unor personalități (Constantin Brâncoveanu, Al. I. Cuza, Mihail Kogălniceanu, Cezar Bolliac, B.P. Hasdeu, Theodor Aman, I.L. Caragiale, Duiliu Zamfirescu, Ioan A. Bassarabescu etc.), ceasuri distractive (al morarului, fierarului, frizerului, motanului etc.), ceasuri cu diverse indicații în afara orelor, ca și alte obiecte legate de temă.

## Fondare
Muzeul Ceasului „Nicolae Simache” din Ploiești, unic în rețeaua muzeală din România, înființat în anul 1963 de profesorul Nicolae Simache (1905-1972), ilustrează prin colecțiile sale evoluția mijloacelor de măsurare a timpului. Clădirea în care funcționează Muzeul Ceasului din 1971 este un monument de arhitectură de la sfârșitul secolului al XIX-lea (1890), care a aparținut magistratului și politicianului Luca Elefterescu. Casa păstrează, în linii generale, arhitectura și decorația originală, în stil romantic, inițialele primului proprietar regăsindu-se și azi, încadrate într-o splendidă feronerie a ușilor de la intrare.

## Exponate de bază
Expoziția de bază a muzeului prezintă o succesiune cronologică a celor mai cunoscute tipuri de indicatoare de timp și de ceasuri: cadrane solare, clepsidra, nisiparnițe, ceasuri de mobilier, de șemineu, de perete, de buzunar și de călătorie. Cele mai vechi ceasuri din colecție sunt cele de tip astronomic datând din anii 1544 și 1562, creații ale orologierilor Jakob Acustodia (Olanda) și respectiv Jeremias Metzker din Augsburg. Din aceeași categorie fac parte și cadranele solare din secolele XVII și XVIII, unul dintre acestea fiind semnat: Butterfield - Paris (1690). O altă piesă deosebită ca mod de funcționare, dar și ca vechime, este clepsidra (ceasul cu apă) realizată de Charles Rayner în anul 1654 la Londra.  Muzeul atrage numeroși vizitatori atât prin varietatea tipologică, complexitatea mecanismelor dar mai ales prin spectaculozitatea și diversitatea stilurilor artistice ale pieselor. 

### Orologii din sec. XVIII
În ambianța spațiului muzeal sunt expuse splendide pendule de mobilier sau de podea, cu cabinete de mari dimensiuni în stil baroc, Ludovic al XIV-lea, Boulle, Rococo, ornamentate cu motive caracteristice acestor stiluri, create de celebrii orologieri francezi, austrieci, olandezi, din secolul XVIII. În același context sunt expuse și ceasuri de șeminee cu postamentele surmontate de personaje mitologice sau scene idilice, pendulele portic, unele dintre acestea prevăzute cu mecanisme muzicale. Menționăm o astfel de piesă realizată în Austria la începutul secolului al XIX-lea, cu mecanism muzical în funcțiune care are pe cadran inscripționat numele comanditarului: Fried(rich) Schullerus in Kronstadt (Brașov). Din categoria pendulelor de salon (de parchet) menționăm două piese importante din epoci diferite: prima, în stil baroc, din secolul al XVIII-lea, cu cadrane astronomice poartă semnătura orologierului Rutger Steuter din Amsterdam; a doua piesă, cu un mecanism în funcțiune și azi, datează de la sfârșitul secolului al XIX-lea, fiind un splendid exemplar realizat la Școala de Arte și Meserii din Ploiești. Ceasurile tablou de proveniență austriacă și germană, din prima jumătate a secolului al XIX-lea sunt extrem de spectaculoase, remarcându-se din categoria acestora cele cu mecanisme animate și muzicale, ceasuri ce sunt în funcțiune și astăzi - “Ceasul Potcovarului” și “Arena de circ”.

### Ceasuri de buzunar din sec. XVII și XVIII
Cea mai importantă categorie de ceasuri, prin număr și valoare este reprezentată de ceasurile de buzunar; cea mai veche piesă de acest tip din colecția muzeului este realizată de Philip Jakob Bickelman, din Linz, în anul 1652. Succed acestei date, produse ale celebrilor orologieri francezi și englezi din secolele XVIII - XIX; Julien Le Roy, Antoine Lepin, Abraham Louis Breguet, Benjamin Barber, George și Edward Prior, s.a. 

### Longines, Schafhausen, Doxa, Omega
Începând cu a doua jumătate a secolului al XIX-lea apar marile firme producătoare de ceasuri în serie: Patek Philippe, Genève, Schaffhausen, Omega, Doxa, Longines, Hebdomas, Roskopf Patent, etc., Elveția dominând producția și comerțul european de ceasuri. Prevăzute cu mecanisme din ce în ce mai perfecționate, carcasele și cadranele ceasurilor de buzunar sunt ornamentate cu motive vegetale, geometrice, compoziții diverse, realizate prin emailare, gravare sau pictare de un înalt nivelul artistic. Colecția cuprinde și unele ceasuri curiozități cum ar fi: ceasul “misterios” cu un cadran transparent și mecanism înglobat în ramă; ceasul care imita “uzina cu aburi” în miniatură, inspirat de revoluția industrială, realizat la Paris în 1900, ceasul “frizerului”, ceasul cu afișaj “digital “, ceasul cu mecanism antifurt, ceasul breloc, ceasul tip châtelaine, etc.  

### Ceasuri de personalități
Remarcabilă în cadrul Muzeului Ceasului din Ploiești este și existența unui număr semnificativ de ceasuri de personalități culturale și politice, românești și străine, care prin valoarea și semnificația lor deosebită particularizează prestigiul și renumele acestei unice instituții culturale din România. Menționăm dintre acestea ceasurile care au aparținut domnitorului Alexandru Ioan Cuza, lui Mihail Kogălniceanu, regilor Carol I și Mihai I, țarului Alexandru al II-lea, Marelui Duce Nicolae, generalului Alexandru Averescu, istoricului Nicolae Iorga, diplomatului Nicolae Titulescu, poetului Vasile Alecsandri sau pictorului Theodor Aman.  

### Ceasuri muzicale
Diversitatea colecției Muzeului Ceasului “Nicolae Simache“ – Ploiești este determinată și de automatele muzicale și ceasurile muzicale; majoritatea acestor piese funcționând și astăzi chiar daca au o vechime de peste 150 de ani. Includem în această categorie simphonioanele, cutiile muzicale cu cilindru, baletul mecanic, păsările mecanice, păpușa mecanică, gramofonul și patefonul. Muzeul Ceasului “Nicolae Simache” din Ploiești, instituție emblematică nu numai a orașului și a județului nostru dar și a României, este un loc de inițiere în istoria fascinantă a orologeriei, de studiu pentru specialiști, de admirație pentru iubitorii de artă.
Clădirea muzeului este declarată monument istoric, având codul PH-II-m-A-16296. Clădirea este monument de arhitectură în stil neogotic, de pe la 1910. A fost casă particulară a lui Luca Elefterescu, apoi casă particulară a lui Th. Masterson, iar după naționalizare sediul unor societăți științifice și culturale. Din 1973 este muzeu.

## În cultura populară
Acțiunea romanului polițist Ceasul de la miezul nopții de M. Stan și O. Goga are loc la Muzeul Ceasului din Ploiești.